# Novacevo, Sliven
Novacevo (în bulgară Новачево) este un sat în comuna Sliven, regiunea Sliven,  Bulgaria. 

## Demografie
Componența etnică a satului Novacevo
     Bulgari (1,97%)
     Turci (93,71%)
     Nicio identificare (4,3%)
     Altele (0,34%)
La recensământul din 2011, populația satului Novacevo era de 859 locuitori. Din punct de vedere etnic, majoritatea locuitorilor (93,71%) erau turci, cu o minoritate de bulgari (1,97%). Pentru 4,3% din locuitori nu este cunoscută apartenența etnică.